# Ambaris

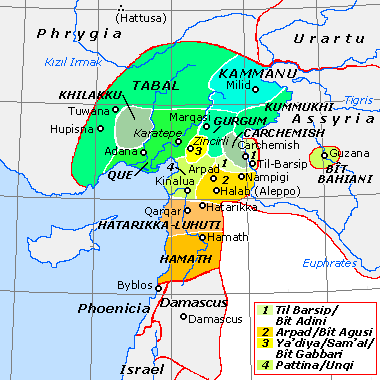
Mapa państewek neohetyckich z zaznaczonym położeniem Tabal

Ambaris (2 połowa VIII w. p.n.e.) – król Tabal, syn i następca Hulli. Stał się wasalem asyryjskiego króla Sargona II (722-705 p.n.e.), którego córkę Ahat-abiszę poślubił. Za spiskowanie przeciw Asyrii z Rusą I z Urartu i Mitą z Muszki został w 713 roku p.n.e. na rozkaz Sargona pojmany i sprowadzony w łańcuchach do Niniwy, a Tabal przekształcone zostało w asyryjską prowincję.